# Karina Jahnz-Różyk
Karina Małgorzata Jahnz-Różyk (ur. 1960) – polska lekarz, specjalistka chorób wewnętrznych, pneumonologii, alergologii i immunologii klinicznej. Absolwentka Akademii Medycznej w Warszawie, gdzie ukończyła studia w 1983 roku. Od 1984 roku jest związana z Wojskowym Instytutem Medycznym (obecnie Wojskowy Instytut Medyczny – Państwowy Instytut Badawczy).

## Kariera zawodowa
W 1989 roku obroniła doktorat, a w 1997 roku uzyskała stopień doktora habilitowanego. Od 2002 roku posiada tytuł naukowy profesora nauk medycznych. W 2016 roku objęła stanowisko Kierownika Kliniki Chorób Wewnętrznych, Pneumonologii, Alergologii i Immunologii Klinicznej w Wojskowym Instytucie Medycznym – Państwowym Instytucie Badawczym.

## Działalność naukowa i dydaktyczna
Jest autorką i współautorką ponad 500 publikacji naukowych. Jako promotor, prowadziła 10 zakończonych prac doktorskich. Jest również kierownikiem wielu projektów badawczych oraz głównym badaczem w 30 badaniach klinicznych II i III fazy.

## Farmakoekonomika i badania kliniczne
Jest uznanym ekspertem w dziedzinie farmakoekonomiki i badań klinicznych. Od 2015 roku pełni funkcję konsultanta krajowego w dziedzinie alergologii. Jest członkiem wielu towarzystw naukowych, w tym Polskiego Towarzystwa Farmakoekonomicznego (ISPOR Poland Chapter), gdzie w latach 2008-2012 pełniła funkcję prezesa.

## Działalność redakcyjna
Pełni funkcję Redaktora Naczelnego czasopisma „Journal of Health Policy & Outcomes Research”, które znajduje się na liście czasopism punktowanych przez Ministerstwo Nauki i Szkolnictwa Wyższego oraz podlega indeksacji w Scopus.

## Odznaczenia
- Srebrny Krzyż Zasługi (2004)[9]
- Złoty Krzyż Zasługi (2022)[10]

## ORCID
ORCID: 0000-0002-3505-1858

## Scopus Author ID
Scopus Author ID: 56264490700